# 日本勤労者山岳連盟
日本勤労者山岳連盟（にほんきんろうしゃさんがくれんめい）、は、日本の登山愛好家団体（山岳団体・山岳クラブ）の全国連合体である。略称労山（ろうさん）、JWAF。新日本スポーツ連盟に加盟。

## 概説
1950年代後半から始まった日本での山岳ブームの中、従来の大学山岳部や山岳会にはとどまらない大衆登山を行う勤労者のための新しい組織として1960年に設立された「勤労者山岳会」が1963年には日本勤労者山岳連盟へと発展し、組織を拡大した。現在650団体、2万5000人の会員が入会している。
各地域・職場・学校などの山岳クラブが団体加盟しており、加盟団体は同じ地域の加盟団体と共に当該所在地で地方連盟を構成している。地方連盟は北海道以外は都府県単位で結成。他に地方協議会や地区連盟が存在する。
同連盟が示す考え方は以下の5つで、その取り組みが日本の登山活動にとって重要としている。
1. 登山はすぐれたスポーツ文化であり、憲法で保障された国民の権利である
2. 登山の多様な発展を目指す
3. 海外登山の普及と発展をはかる
4. 遭難事故の防止につとめる
5. 限りある自然を守り、後世に残す（自然保護）

「庶民のための楽しく安全な登山活動を登山愛好家が自ら考え、実行していこう」という趣旨を持ち、活動内容も地域の身近にある山への日帰り山行から3000m級の山々への縦走登山・岩登り・雪山、さらには同連盟の海外委員会が主催するヒマラヤ山脈の8000m級高山遠征などと幅広く展開している。
遭難対策基金（「新特別基金」）を設置し、会員の共済制度として遭難時費用の自己負担軽減を図っている。また、自然保護の観点から赤石山脈を全長25kmの南アルプストンネルで貫通する中央新幹線（リニア）の建設に反対し、署名活動も展開している。

## 所在地
- 東京都新宿区新小川町5-24（飯田橋駅最寄）

## 機関紙誌
- 月刊誌『登山時報』を発行し、会員に向けて「自然との共生」「事故防止」などの取り組みを紹介している。

## 加盟条件等
「労山の規約を認め、分担金を納入すれば、どの会も団体加盟でき」るとしている。加盟申込手続きは地方連盟が窓口となり、加盟承認は地方連盟執行機関が行うと規定している。

## 他団体との関係
日本勤労者山岳連盟（労山）は日本山岳・スポーツクライミング協会（日山協）とは相互に紹介する関係で、登山の安全対策確立などでは協力関係を築いている。
また、労山は新日本スポーツ連盟において最大の加盟組織でもある。